# Kiss Bori
Kiss Bori (Kiss Borbála Réka) (Budapest. 1976. augusztus 12. –) újságíró, az Index.hu egyik alapítója.

## Életrajz
1996-ban kezdett hírszerkesztőként dolgozni az INteRNeTTo internetes portálnál, az Index elődjénél. 1996-ban az Internetto stábjával együtt dolgozott az első internetes világkiállítás (Internet 1996 World Exposition), Internetexpo magyar pavilonjának kialakításában. Az 1996-ban megjelent egyik első magyar nyelvű internet-kézikönyv, az enter.net: első lépések az Interneten társszerzője. 
1999–2000 között az Index Tech rovatának szerkesztője, 2003–2006 között az akkor még női magazinként működő Velvet.hu szerkesztője.
2011-2014 között a travelo.hu internetes utazási magazin főszerkesztője.
1999-ben szerzett angol bölcsész diplomát az Eötvös Loránd Tudományegyetem bölcsészkarán, majd 2006-ban kertészmérnöki diplomát szerzett a SZIE kertészettudományi karán. 
A U2 by U2, a Mamma Mia! könyvek és Eric Clapton önéletrajza magyar fordítója. Az Est FM rádió abszurd családregénye, a Kónuszék - a szabódó család több epizódját is ő írta. 

### Magánélete
2006. július 14-én férjhez ment Eszenyi Péter filmszakemberhez. Három gyermekük született (Panka, 2006, Lili, 2009, Emily 2013). 2011-ben Londonba költöztek.

## Külső hivatkozások
- index